# Арранси
Арранси́ (фр. Arrancy) — коммуна во Франции, находится в регионе Пикардия. Департамент коммуны — Эна. Входит в состав кантона Лан-2. Округ коммуны — Лан.
Код INSEE коммуны — 02024.

## Население
Население коммуны на 2010 год составляло 50 человек.
| 1962 | 1968 | 1975 | 1982 | 1990 | 1999 | 2010 |
| ---- | ---- | ---- | ---- | ---- | ---- | ---- |
| 58   | 66   | 56   | 53   | 42   | 50   | 50   |

## Экономика
В 2010 году среди 29 человек трудоспособного возраста (15—64 лет) 23 были экономически активными, 6 — неактивными (показатель активности — 79,3 %, в 1999 году было 73,0 %). Из 23 активных жителей работали 17 человек (9 мужчин и 8 женщин), безработных было 6 (4 мужчины и 2 женщины). Среди 6 неактивных 1 человек был учеником или студентом, 3 — пенсионерами, 2 были неактивными по другим причинам.